# Evippa russellsmithi
Evippa russellsmithi là một loài nhện trong họ Lycosidae.
Loài này thuộc chi Evippa. Evippa russellsmithi được Mark Alderweireldt miêu tả năm 1991.